# Le 77
Le 77 is een Belgische rapformatie die bestaat uit de rappers Peet, Félé Flingue en DJ-producent Morgan. De leden van de band wonen allen in dezelfde flat in Laeken. De band dankt haar naam aan het huisnummer van het gebouw. De rapformatie heeft anno 2020 drie albums en vier singles op zijn naam staan.

## Discografie
| Jaar | Album       | Label            |
| ---- | ----------- | ---------------- |
| 2017 | C'est le 77 | La Brique        |
| 2018 | Brawlers    | La Brique, URBAN |
| 2019 | ULTIM       | URBAN            |